# Dazkaya
Dazkaya ist ein Dorf (Köy) im Landkreis Mazgirt der türkischen Provinz Tunceli. Im Jahr 2011 lebten in Dazkaya 22 Menschen. Der ursprüngliche Name der Ortschaft lautete Hasorik.